# Platyscelis
Platyscelis — род жесткокрылых из семейства чернотелок.

## Описание
Передние бёдра на внутренней стороне без зубца. Наружный край передних голеней острый, на вершине с лопастевидным зубцом.

## Систематика
В составе рода:
- Platyscelis amdoensis
- Platyscelis angusticollis
- Platyscelis ballioni
- Platyscelis bogatshevi
- Platyscelis brevis